# Ночь в сентябре
«Ночь в сентябре» — советский художественный фильм, снятый режиссёром Борисом Барнетом на киностудии «Мосфильм» в 1939 году.
Премьера фильма состоялась 16 октября 1939 года.

## Сюжет
1935 год в Донбассе. Диверсионно-вредительская группа, орудующая на шахте, старается помешать шахтёрам-стахановцам увеличить добычу угля, по-новому организовать работу, ударным трудом ответить на призывы партии.
Забойщик шахты «Центральная-Ирмино» Степан Кулагин установил рекорд по добыче угля, превысив норму в 14 раз. По всей стране ширится кулагинское движение за повышение производительности труда.
Но враги не дремлют. Не сумев помешать Степану установить рекорд, они взрывают шахту. Ответственность за взрыв возлагают на Степана и его отца-десятника, а работницу Дуню, раскрывшую заговор, помещают в психбольницу.
В конце концов всё образуется. Прилетевший из Москвы товарищ Орджоникидзе и советские контрразведчики найдут виновных, разоблачают врагов и диверсантов, парторг Луговой предотвратит новый взрыв, а Степан и Дуня поженятся.

## В ролях
- Эммануил Апхаидзе — Григорий Константинович Орджоникидзе, нарком тяжёлой промышленности
- Николай Крючков — Степан Кулагин, шахтер-стахановец
- Даниил Сагал — Павел Луговой, парторг шахты
- Зоя Фёдорова — Дуня Величко
- Александр Антонов — Антон Михайлович Кулагин, старый шахтёр, отец Степана
- Александр Зражевский — Владимир Николаевич Соколов, главный инженер шахты
- Николай Коновалов — шахтёр Зайка / доктор Старковский
- Владимир Баталов — Андрей Семенович Поплавский, начальник шахты
- Пётр Савин — Слива, шахтёр, дирижер самодеятельного оркестра
- Александр Герр — Владимир Александрович Вавилов, вредитель
- Константин Зюбко — Василий Кавун, десятник шахтного участка
- Фёдор Селезнёв — Сердюк, главный бухгалтер шахты
- Валентина Караваева — подруга Дуни
- Мария Ключарёва — подруга Дуни
- Андрей Тутышкин — Иван Николаевич, офицер госбезопасности
- Татьяна Барышева — Софья Касьяновна, жена инженера Соколова
- Вера Окунева — Марья Трофимовна, мать Степана Кулагина
- А. Набатов — Кошар
- Иван Лобызовский — корреспондент (нет в титрах)
- Борис Барнет — Глебов, инженер (нет в титрах)
- Алексей Долинин — шахтёр (нет в титрах)
- Фёдор Одиноков — шахтёр (нет в титрах)
- Павел Оленев — Тарас Иванович, сосед Кулагиных (нет в титрах)
- Гавриил Белов — делегат, ведущий собрания (нет в титрах)
- Сергей Антимонов — член комиссии (нет в титрах)
- Елена Музиль — няня (нет в титрах)
- Иона Бий-Бродский — Василий Григорьевич, санитар (нет в титрах)
- Николай Юдин — санитар (нет в титрах)
- В. Замятин — эпизод (нет в титрах)

## Интересные факты
- Консультантом фильма и прототипом главного героя был Алексей Стаханов.
- В версии 1960 года добавлена сцена рассказа пожилого Степана Кулагина (в исполнении пожилого Н. С. Крючкова) и удалены все упоминания о Сталине.
- Сильный грузинский акцент тов. Орджоникидзе периодически исчезает, а потом снова появляется.
- Как и в «Шахтерах» Сергея Юткевича все вредители носят польские фамилии (там Красовский и Файвужинский, здесь — Поплавский и Старковский). Так же в обоих фильмах роль шахтерки исполняет Зоя Фёдорова.